# イシスネフェルト1世
イシスネフェルト1世(Iset-nefer(e)t or Isis-nefer(e)t）は、古代エジプト19王朝3番目のファラオラムセス2世の王妃（正妃）の一人であり、次のファラオメルエンプタハの母である女性である。また上エジプトを代表する王妃のネフェルタリに対して、彼女は下エジプト（大都市メンフィスやヘリオポリス、また新首都ペル・ラムセスなどナイル川下流地区)を代表する王妃と推測されている。名前の意味は「美しき女神イシス」。

## 出自
出自は不明。王族や貴族の称号を両方とも持っていないので、軍人の娘説、下エジプト貴族の娘説、セティ1世宮廷の高官の娘説。18王朝ファラオホルエムヘブの親族説、平民出身説更に長女であるビントアナトの名前を理由にシリア出身説など様々な諸説がある。

## 家族
彼女の子供たちはセティ1世の時代からの記録から登場しているので、彼女はラムセス2世が王位に就く以前から結婚していたとされる。
彼女には少なくとも3人の息子と1人の娘がいたとされており、ほぼ全員がラムセス2世の宮廷で重要な地位を占めていた。
ラムセス(Remesses)'
第二王子。王太子。アブ・シンベル大神殿に展示される。「王の右手の扇子持ち(Fan-bearer on the King's Right Hand)」"Royal Scribe", "First Generalissimo"などの称号を持つ。将軍職のほか宮廷の行政に関わる記録もある。異母兄アメンヘルケペシュエフの死去後の治世25年から王太子を担うが50年頃に死去。
ビントアナト(Bint- anath)'
第一王女。正妃。アブ・シンベル大神殿に展示される。娘たちの中で最初に父ラムセス2世と結婚した王女であり、唯一ラムセスとの間の子供を産んだ娘でもある。"female heiress", "The Great First one", "Chief of the Harem"の称号を持っていた。彼女の娘は弟メルエンプタハの正妃の一人ビントアナト2世の可能性が高い。
カエムワセト(Kheamwaset)'
第四王子。王太子。宰相やプタハの最高司祭として"Hereditary Prince", "Chief over the Two Lands", 「プタハ神のセム神官(Sem Priest of Ptah)」, "Chief of the Secrets in the God's", 「職人達の最高統率者(The Greatest of the Directors of Craftsmanship)」「あらゆる神殿の責任者(Controller of All Temples)」「あらゆる服飾の責任者(Controller of All Clothing)」「ハトホルの息子(Son of Hathor)「オシリスの後継者(Hair of Osiris)」「ホルスの近臣(Counterpart of horus)」, "Chief directing Craftsn of his father"などの称号を持ち、幅広い分野で業績を残す。兄ラムセスの死去後王太子になるが55年頃死去。
メルエンプタハ(Merneptah)'
第十三王子。19王朝四代目のファラオ。40年に「軍隊の監督者(Overseer of the Army)」となって、兄ラムセスの死後50年に「将軍(Generalissimo)」の地位を引き継ぎ、兄カエムワセトの死後王55年に王太子に指名された。
このほか、第五王女ネベトタアウィ(Nebettawy)や第六王女イシスネフェルト(Isetnofret)、第九王子セティ(Sethi)なども子供として推測されているが確証までに至っていない。

## 生涯
イシスネフェルトは生没年不詳、出自、正妃になった時期、墓のありかなど極めて謎が多い妃だが、いくつかの碑文や像などでその存在を証明している。
アスワンや西シルシラの石碑には夫であるラムセス2世と共に上記の4人の子供たちと描かれたもの。西シルシラの石碑には、彼女は同じ正妃である娘ビンタアナトと区別して、女神ハトホルの冠をかぶっている。
ラムセス、カエムワセト、メルエンプタハと各息子と共にいる像などがルーブル美術館に所蔵されている。
ほかには彼女とラムセス2世のカルトゥーシュが刻まれたアクセサリーと印鑑などがメトロポリタン美術館に所蔵されている。
またナイル川デルタ地区の都市ブバスティスのバステト神殿で発掘された王妃巨像がイシスネフェルトの説もある。（カルトゥーシュとタイトルは後代のファラオに塗り替えられた)
それらはほぼ下エジプトで発掘されたものであり彼女が下エジプトで重要な地位を務めていたとされる裏付けとなっている。（同様にネフェルタリの遺跡物は上エジプトに纏まっている。）
息子であるカエムワセト、メルエンプタハには共にイシスネフェルトという名前の娘がおり彼女にちなんで名づけられたとされる。ラムセス2世治世また以降の王室女性の中には、イシスネフェルトと同名の王妃や王女が多い。